# Cal trobar la Sara
Cal trobar la Sara (títol original en francès, Retrouver Sara) és un telefilm emès en dues parts de 90 minuts, creat per Claude d'Anna i Laure Bonin. S'inspira en la vida de Fabienne Brin i és dirigit per Claude d'Anna. Coproduït entre Bèlgica, Catalunya i França, es va emetre el 13 de gener de 2006 a RTBF i el 8 de maig del mateix any a France 2. S'ha doblat al català per TV3, que el va estrenar el 15 de setembre de 2007.

## Sinopsi
Sola davant la justícia, mobilitza totes les energies per aconseguir el seu objectiu. Enganxa cartells, funda una associació, reuneix fons per pagar la recerca, alerta els mitjans de comunicació... Una formidable cadena humana es posa mans a l'obra des de França fins a Montreal, passant per París i Vancouver, fins que Armelle pot abraçar la seva filla en un aeroport a l'est del Canadà, quasi tres anys després d'haver-la perdut.

## Repartiment
- Sophie de La Rochefoucauld: Armelle
- Maher Kamoun: Nahim El Maraqui
- Agathe Bouissières: Sara
- Liliane Rovère: Cécile, la mare de l'Armelle
- Gérard Chaillou: Jean-Noël, el pare de l'Armelle
- Matthieu Rozé: Arnaud, el germà de l'Armelle
- Laura Conejero: Marina, company i amic de l'Armelle
- Chérine Amar: Lila, la germana d'en Nahim